# Gènova (Palma)

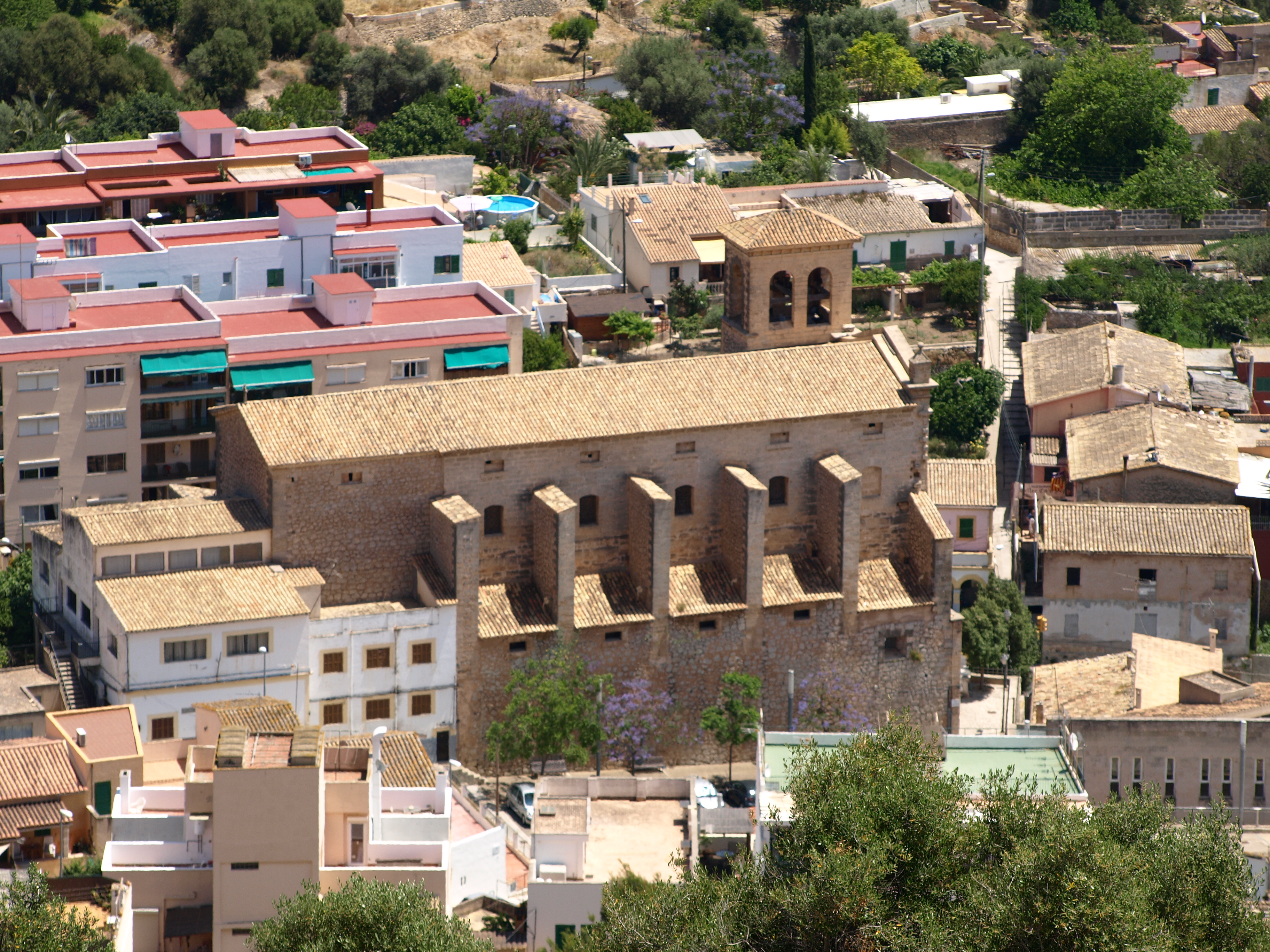
Església de Sant Salvador vista de Na Burguesa

Gènova és un barri pertanyent al districte de Ponent situat dins el terme de Palma, al vessant oriental de la Serra de na Burguesa. Segons la delimitació oficial de l'ajuntament, limita amb les barriades de Sant Agustí, Cala Major, la Bonanova, la Teulera i Son Vida; també limita amb el terme de Calvià. L'any 2018 tenia 2.260 habitants, el 23% dels quals eren d'origen estranger.
El barri és popularment conegut pels seus restaurants de menjar típic mallorquí. A l'agost se celebren les festes, on hi ha jocs infantils, música i ball.

## Nom
L'etimologia popular diu que el nom del poble prové del sintagma gent nova, suposadament referit a les famílies establertes a final del segle xix a la barriada amb motiu de la construcció de la carretera de Palma a Andratx per Santa Ponça. Una hipòtesi més raonable és la que afirma que prové de l'anomenat gènero de Gènova que s'amagava en els nombrosos secrets que es trobaven a les coves de la contrada per amagar-hi el contrabando, atès que durant tot el segle xix fou abundant el comerç marítim amb el port de Gènova per transportar principalment teles, fins al punt que existia una línia regular. La sola cosa que és clara és que, ara per ara, la primera documentació de nom de Gènova referit a aquest indret és d'un article de diari de 24 de juny de 1814, data compatible amb la del contrabando de teles de Gènova. Tant Alcover com Coromines es limiten a indicar que prové del nom de la ciutat italiana, sense entrar en detalls.

## Geografia
El barri és creuat pel torrent del Malpàs, que separa el barri pròpiament dit de la base Militar Jaume II, propietat de l'exèrcit de Terra Espanyol. La línia de bus de l'EMT de Palma que travessa Gènova és la línia 46, que va de Gènova al centre passant per Sant Agustí.
Són particularment conegudes les Coves de Gènova, cavitats d'origen càrstic descobertes l'any 1906.

## Història
Es començà a urbanitzar a partir del segle xix a partir de la parcel·lació (segle xviii) de l'antiga cavalleria de Son Vic, amb el nucli de cases a Can Sales i a Son Llagosta. L'actual església de Sant Salvador de Gènova fou construïda l'any 1860 i erigida en parròquia el 1911 (fins llavors el barri depenia de la parròquia de la Bonanova).
El 1916 Antoni Mulet Gomila inaugurà dins el poble el Museu de Can Mulet, que tancà a la seva mort el 1966 i part de la col·lecció fou donada al museu del Santuari de Lluc.